# Bikie Wars: Brothers in Arms

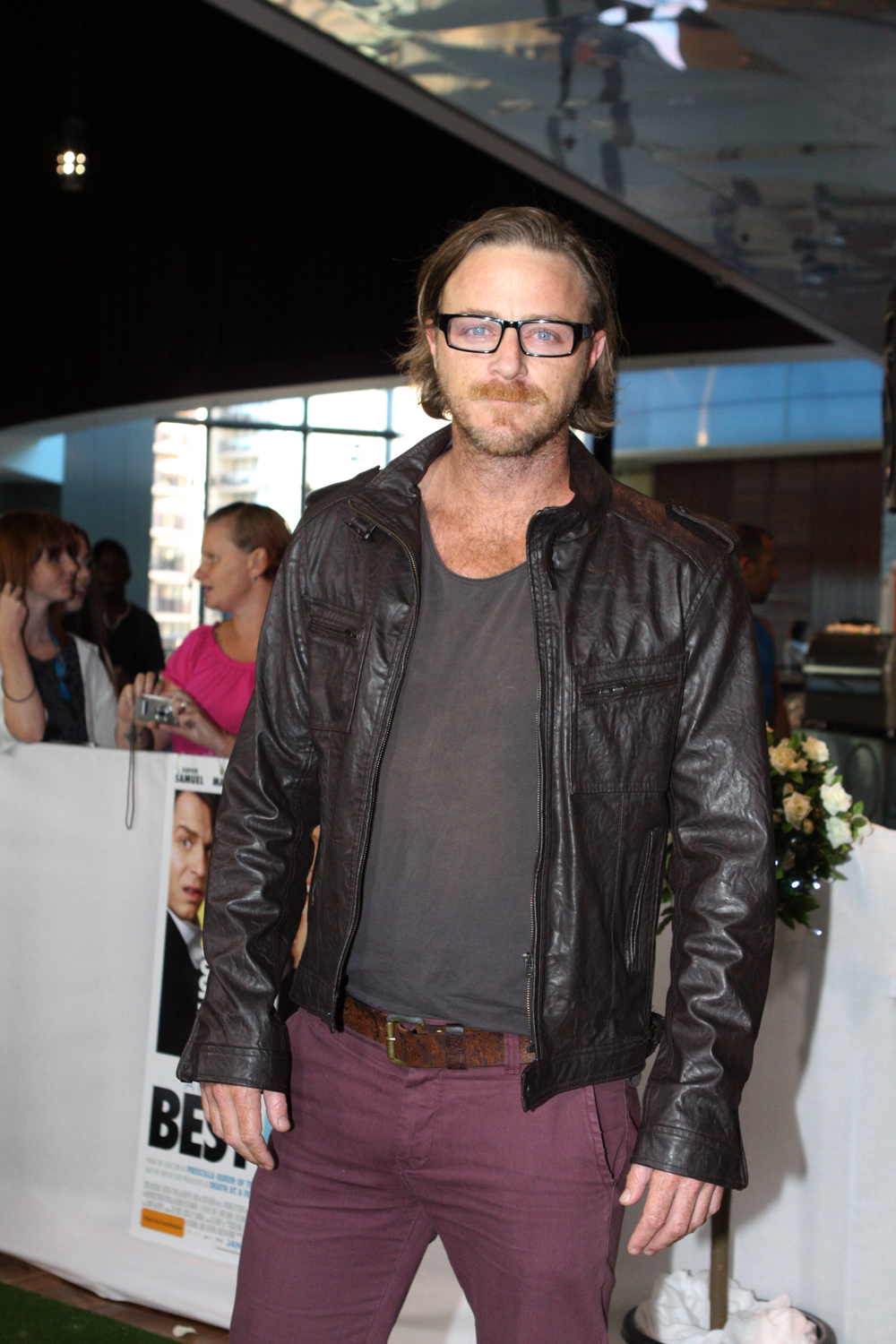
Fotografía del actor australiano Nathaniel Dean

Bikie Wars: Brothers in Arms (en español: Motociclistas en Guerra: Hermanos en Armas) es un miniserie australiana de seis partes que se estrenó el 15 de mayo del 2012 por medio de la cadena Network Ten y terminó sus transmisiones el 19 de junio del mismo año. La miniserie estará basada en el libro "Brothers in Arms" escrito por Lindsay Simpson y Sandra Harvey que relata la historia real de la masacre ocurrida en Milperra, Australia.

## Historia
La serie cuenta la historia real de la masacre de Milperra, cuando los clubes de los "Bandidos" y los "Comancheros Motorcycle" comienzan una guerra el día del padre, el domingo 2 de septiembre de 1984. La masacre comienza cuando integrantes del grupo de los "Comancheros" deciden dejar el grupo y formar uno propio conocido como "Bandidos Motorcycle Club" en Australia, esto ocasiona un episodio breve de violencia en el Hotel Viking en Milperra, que tiene como resultado siete personas muertas, entre ellos una joven inocente de 14 años, 28 heridos y 20 personas en hospitalización.
Al final de las confrontaciones entre los Bandidos y los Comancheros dejó a seis motociclistas muertos entre ellos Chopper y  Shadow de los Bandidos y a Foggy, Leroy, Sparrow y Dog de los Comancheros, y a una joven inocente de 14 años.

## Personajes[5][6]
| Actor                 | Personaje                 | Grupo                                 | Episodios | Temporada |
| --------------------- | ------------------------- | ------------------------------------- | --------- | --------- |
| Callan Mulvey         | Anthony "Snoddy" Spencer  | Presidente de los Bandidos            | 6         | 2012      |
| Anthony Hayes         | Colin "Caeser" Campbell   | Sargento en Armas de los Bandidos     | 6         | 2012      |
| Fletcher Humphrys     | Phillip "Bull" Campbell   | Miembro de los Bandidos               | 5         | 2012      |
| Luke Hemsworth        | Gregory "Shadow" Campbell | Miembro de los Bandidos               | 6         | 2012      |
| Damian Walshe-Howling | Mario "Chopper" Campbell  | Vicepresidente de los Bandidos        | 6         | 2012      |
| Richard Sutherland    | William "Davo" Littlewood | Miembro de los Bandidos               | 6         | 2012      |
| Sam Parsonson         | Mark "Junior" Shorthall   | Miembro de los Bandidos               | 6         | 2012      |
| Aaron Fa'aoso         | Rua "Roo" Rophia          | Miembro de los Bandidos               | 5         | 2012      |
| Peter Flaherty        | Tony "Lard" Melville      | Miembro de los Bandidos               | 3         | 2012      |
| Matthew Nable         | William "Jock" Ross       | Comandante Supremo de los Comancheros | 6         | 2012      |
| Richard Cawthorne     | Robert "Foggy" Lane       | Vicepresidente de los Comancheros     | 6         | 2012      |
| Jeremy Lindsay Taylor | Phillip "Leroy" Jeschke   | Sargento en Armas de los Comancheros  | 5         | 2012      |
| Todd Lasance          | Lance "Kiddo" Purdie      | Miembro de los Comancheros            | 4         | 2012      |
| Luke Ford             | Ian "Snow" White          | Miembro de los Comancheros            | 3         | 2012      |
| Nathaniel Dean        | Kevork "Kraut" Tomasian   | Miembro de los Comancheros            | 2         | 2012      |
| Manu Bennett          | Raymond "Sunshine" Kucler | Miembro de los Comancheros            | 1         | 2012      |
| Pier Carthew          | Tony "Dog" McCoy          | Miembro de los Comancheros            | 3         | 2012      |
| Trent Baines          | Ivan "Sparrow" Romcek     | Miembro de los Comancheros            | 3         | 2012      |
| Susie Porter          | Vanessa Ross              | Esposa de Jock                        | 6         | 2012      |
| Maeve Dermody         | Lee Denholm               | Novia de Snoddy                       | 6         | 2012      |
| Phillipa Coulthard    | Leanne                    | -                                     | 3         | 2012      |

### Personajes Recurrentes
| Actor         | Personaje | Grupo   | Episodios | Temporada |
| ------------- | --------- | ------- | --------- | --------- |
| Daniel Krige  | -         | Oficial | 3         | 2012      |
| Zach Zanetich | Joel      | -       | 2         | 2012      |

## Episodios
La miniserie estuvo conformada por seis episodios.

## Premios y nominaciones
| Año  | Categoría                            | Premio      | Nominado                     | Resultado |
| ---- | ------------------------------------ | ----------- | ---------------------------- | --------- |
| 2013 | Most Popular Miniseries or Telemovie | Logie Award | Bikie Wars: Brothers In Arms | Nominado  |

## Producción
La miniserie fue dirigida por Peter Andrikidis y el guion escrito por Greg Haddrick, Roger Simpson y Jo Martino.
La realización de la serie costó $6,000,000. El episodio premier obtuvo 1.26 millones de espectadores.
Los artistas Mark Lizotte (alias Johnny Diesel) y Rose Tattoo contribuyeron con canciones.